# Изар, Мишель
Мишель Изар   (фр. Hisard Michel)  — французский шашист. Международный гроссмейстер (1966). Чемпион Франции (1956, 1957, 1961, 1962, 1963, 1964, 1965, 1969, 1970,  1971, 1973, 1977). Участник нескольких чемпионатов мира  (1964 (4 место), 1968 (5 место), 1972 (10 место), 1976) (11 место), 1978); Европы (1965 (4 место), 1968 (5 место), 1969 (10 место)). В турнире претендентов 1958 года занял второе место. В аналогичном турнире 1962 года разделил 2-3 места с Вимом де Йонгом, а в турнире 1970 года занял 4 место.